# Timea tethyoides
Timea tethyoides är en svampdjursart som beskrevs av Burton 1959. Timea tethyoides ingår i släktet Timea och familjen Timeidae.
Artens utbredningsområde är havet utanför Tanzania. Inga underarter finns listade i Catalogue of Life.